# Achille Pensy
Achille Pensy Moukembe (Kogo, 5 gennaio 1987) è un calciatore camerunese naturalizzato equatoguineano, di ruolo portiere.